# Tonza
Tonza為昆蟲綱鱗翅目巢蛾總科（Yponomeutoidea）下的一屬，亦為Tonzidae一科的模式屬。

## 物種
- Tonza callicitra  Meyrick 1913
- Tonza citrorrhoa  Meyrick, 1905：分布於印度、斯里蘭卡、台灣、鹿兒島、琉球群島。印尼和菲律賓或有分布[2]。
- Tonza purella  Walker, 1864：分布於澳大利亞[2]。